# Marcus Coates
Marcus Coates (Londres 1968) artista que empra múltiples medis artístics (instal·lacions de rendiment, so i vídeo, fotografia i escultura) per explorar les relacions dels humans amb l'entorn natural.
Està especialment interessant en les formes en què els éssers humans consideren i es relacionen amb altres espècies, com a medi d'investigar la forma en que ens veiem. S'interessa per “ser animal: el que constitueix la consciència animal i pot prendre, i com es relaciona de diverses maneres amb l'ésser humà.
Les seves obres principals inclouen Dawn Chorus (2007), en la que els humans semblen imitar els ocells cantors i Journey to the Lower World (2004).
Va fer un viatge a les illes Galápagos que li va proporcionar una gran quantitat de material i inspiració, es va involucrar activament amb el que va trobar. Es va implicar activament amb tot el que es va trobar, improvisant estranyes i incisives obres sobre el terreny. A Galapagos Fashion (2008) va parodiar el vistós atractiu de la fauna de les illes quan es presenta de forma convencional en les revistes sobre natura, llibres de saló o fulletons turístics.
Es va disfressar de dona amb un vestit de color rosa brillant i d'aquesta manera va posar entre les emblemàtiques tortugues gegants, com si competís amb elles per atraure la seva atenció.
Human Report (2008) és un dels seus treballs més coneguts en el qual adopta la forma de documental però invertint la situació enviant un mascarell camablau (en aquest cas es tractava d'ell mateix vestit amb una disfressa feta de cartró) com a reporter, per a un informe sobre el comportament dels éssers humans. La pel·lícula resultant d'aquesta investigació va ser presentada a la televisió de les Galápagos, i les notícies que informaven sobre la creació d'aquest reportatge es van incorporar al mateix temps, al vídeo final de Coates.
El 2010 va exposar Dawn Chorus a l'Espai 13 de la Fundació Joan Miró dins el cicle So implícit comissariat per Tres. Per a la inauguració va presentar la performance sonora The Denominator.